# José Caracci Vignatti
José Caracci Vignatti (23 de Julho de 1887 - 11 de Dezembro de 1979) foi um pintor chileno nascido na Itália. Vignatti ganhou o Prémio Nacional de Arte do Chile em 1956.